# Vjerujem u ljubav
Vjerujem u ljubav är en låt framförd av Dragonfly och Dado Topić. Den är skriven av Topić själv.
Låten var Kroatiens bidrag i Eurovision Song Contest 2007 i Helsingfors i Finland. I semifinalen den 10 maj slutade den på sextonde plats med 54 poäng vilket inte var tillräckligt för att gå vidare till finalen.